# Yurei Deco
Yurei Deco (ユーレイデコ, Yūrei Deko), stylisé You 0 Deco, est une série d'animation japonaise originale réalisée par Tomohisa Shimoyama, scénarisée par Dai Satō et animée par le studio Science SARU. La série est diffusée au Japon du 3 juillet 2022 au 18 septembre 2022.
Une adaptation sous forme de webtoon illustré par Digital Shokunin Studio est prépublié sur le magazine en ligne Line Manga (en) de Line Corporation à partir du  8 juillet 2022.

## Synopsis
L'histoire se déroule sur l'île Tom Sawyer, où la vie de chacun tourne autour de l'utilisation d'un système de réalité augmentée connu sous le nom de Deco et d'une monnaie connue sous le nom de « Love ». Berry, une fille ordinaire avec une déco endommagée qui lui montre des choses que les autres ne peuvent pas voir, rencontre Hack, une fille qui ressemble à un garçon. Charmée par Hack, Berry rencontre l'équipe dirigée par celle-ci, le Yurei Detective Club. Les membres de ce club sont « socialement morts », travaillant de manière invisible au sein de la société contrôlée numériquement de Tom Sawyer Island. En travaillant avec le groupe, Berry découvre Phantom ZERO, un personnage mystérieux qui se cache dans les souterrains de l'île. Ils décident alors de traquer ce personnage et découvrir la vérité derrière la ville.

## Personnages

### Yurei Detective Club
Berry (ベリィ, Beri)
Voix japonaise : Mira Kawakatsu
Une fille curieuse qui souhaite résoudre le mystère derrière Phantom ZERO. En raison d'un problème dans le DECO installé dans son œil droit, elle est capable de voir des choses que les autres citoyens normaux ne peuvent pas voir, ce qui conduit à sa rencontre avec Hack. Après avoir été déclarée morte à la suite du sauvetage de Hack, elle devient membre du Yurei Detective Club.
Hack (ハック, Hakku)
Voix japonaise : Anna Nagase
Un enfant d'origine inconnue qui utilise une variété de gadgets tels que des dispositifs de camouflage et des avions en papier programmables.
Finn (フィン, Fin)
Voix japonaise : Miyu Irino
le chef du Yurei Detective Club.
Hank (ハンク, Hanku)
Voix japonaise : Setsuji Satō (en)
Un membre décontracté du Yurei Detective Club.
Madam 44 (マダム44, Madamu 44)
Voix japonaise : Sayuri Sadaoka (en)
Une femme âgée qui travaille avec le Yurei Detective Club via un robot télécommandé.
Smiley (スマイリー, Sumairī)
Voix japonaise : Rie Kugimiya
Une jeune fille membre du Yurei Detective Club qui cache son visage derrière un masque à gaz. C'est la petite-fille de Madame 44.
Mister Watson (ミスターワトソン, Mitsutā Watoson)
Un membre particulier du club des détectives Yurei qui porte un costume et un grand masque de chat. Il ne parle pas et n'écrit qu'occasionnellement des phrases sur son bloc-notes.

### Autres personnages
Masial (マシアル, Mashiaru)
Voix japonaise : Takeshi Miyajima
Le père de Berry, qui travaille au Customer Center en tant que censeur de contenu pour Tom Sawyer Island.
Lamp (ランプ, Rampu)
Voix japonaise : Haruka Shimizu
La mère de Berry, qui travaille aux côtés de Masial au Customer Center.
Logi (ロジ, Roji)
Voix japonaise : Kazutomi Yamamoto (en)
Le camarade de classe de Berry, qui utilise un avatar basé sur une pomme.
Harper (ハーパー, Hāpā)
Voix japonaise : Yumiko Matsuura
Le camarade de classe de Berry, qui utilise un avatar basé sur un fourmilier.
Phantom Zero (怪人ゼロ, Kaijin Zero)
Une figure mystérieuse au cœur de l'île Tom Sawyer. Alors que la plupart connaissent Phantom Zero en tant que loup-voleur fantôme issu d'un jeu vidéo, son apparence réelle est celle d'une femme avec un visage défectueux.

## Médias

### Série d'animation
Le 11 mars 2022, la diffusion de Yurei Deco est annoncée pour juillet de la même année avec un visuel teaser et un clip vidéo. Une exposition consacrée à Yurei Deco et utilisant la réalité augmentée et la réalité virtuelle suivant les thèmes de la série se tient sur le stand de Bandai Namco lors de l'AnimeJapan 2022 qui a lieu au Tokyo Big Sight à Tokyo les 26 et 27 mars.
Yurei Deco est une série télévisée d'animation avec un scénario original de Dai Satō, animée par le studio Science SARU et réalisée par Tomohisa Shiroyama,,. Les douze épisodes de la série sont diffusés entre le 3 juillet 2022 et le 18 septembre 2022 sur Tokyo MX, MBS et BS NTV.
Le générique d'ouverture, 1,000,000,000,000,000,000,000 LOVE, est interprété par Clammbon (en) et le générique de fin, Aimuin Love, par Hack'nBerry (Mira Kawakatsu et Anna Nagase),. Des chansons additionnelles sont interprétées par différents artistes dans chaque épisode.
La série est licenciée par Crunchyroll.

#### Liste des épisodes
| No | Titre en français              | Titre original                               | Date de 1re diffusion |
| -- | ------------------------------ | -------------------------------------------- | --------------------- |
| 1  | Aventures sur Tom Sawyer       | トムソーヤでの冒険 Tomu Sōya de no Bōken     | 3 juillet 2022        |
| 2  | L'étrange étranger             | 不思議なよそ者 Fushigi na Yosomono           | 10 juillet 2022       |
| 3  | Le procès truqué               | 仕組まれた裁判 Shikumareta Saiban            | 17 juillet 2022       |
| 4  | Les détectives fantômes        | ユーレイ探偵団 Yūrei Tanteidan               | 24 juillet 2022       |
| 5  | À la poursuite du faux nue     | うそつき鵺を追って Usotsuki Nue o Otte       | 31 juillet 2022       |
| 6  | Smiley et le drone égaré       | スマイリーの跳び迷子 Sumairī no Tobi Maigo   | 7 août 2022           |
| 7  | Le chef virtuel                | ひとでなしの屋台 Hitodenashi no Yatai        | 14 août 2022          |
| 8  | Tends la main vers les cieux ! | 天国に手を伸ばせ！ Tengoku ni Te o Nobase!   | 21 août 2022          |
| 9  | Marqué au fer rouge            | 燃える烙印 Moeru Rakuin                      | 28 août 2022          |
| 10 | À deux brasses du paradis ?    | 天国まで２ファゾム？ Tengoku Made Ni Fazomu? | 4 juillet 2022        |
| 11 | Les jumeaux extraordinaires    | 運命は二度変わる Unmei wa Futatabi Kawaru    | 11 septembre 2022     |
| 12 | Le plus grand des secrets      | 最高に秘密の場所 Saikō ni Himitsu no Basho   | 18 septembre 2022     |

### Webtoon
Une adaptation sous forme de webtoon illustrée par Digital Shokunin Studio est prépubliée sur le magazine en ligne Line Manga (en) de Line Corporation depuis le 8 juillet 2022